# NGC 6232
NGC 6232 ist eine 12,5 mag helle Balkenspiralgalaxie vom Hubble-Typ SBa im Sternbild Drache. Sie ist rund 206 Millionen Lichtjahre von der Milchstraße entfernt.
Sie wurde am 28. Juni 1884 von Lewis A. Swift entdeckt.